# Limnesia marshalliana
Limnesia marshalliana är en kvalsterart som beskrevs av Lundblad 1952. Limnesia marshalliana ingår i släktet Limnesia och familjen Limnesiidae. Inga underarter finns listade i Catalogue of Life.